# Ineke Holtwijk
Ineke Holtwijk (Groningen, 18 februari 1955) is een Nederlandse schrijfster en journaliste.

## Studie en journalistiek
Na een studie Nederlands in Groningen en communicatiewetenschap aan de Universiteit van Amsterdam werkte Holtwijk enkele jaren als lerares Nederlands op een middelbare school. Vervolgens ging ze als journaliste werken: eerst bij de Winschoter Courant en daarna bij Inter Press Service, een persagentschap dat zich vooral richt op berichtgeving uit Afrika, Azië en Latijns-Amerika. Ze schreef verder onder meer voor media als de VPRO en Intermediair. In 1989 vestigde Holtwijk zich als zelfstandig correspondent in Rio de Janeiro, van waaruit ze onder ander nieuws en reportages leverde aan het NOS Journaal, de Volkskrant en de GPD. Holtwijk maakte vooral naam door haar bevlogen reportages over het leven in Brazilië.

## Schrijverschap
Vanaf 2004 ging Holtwijk aan de slag als schrijfster. Ze schreef voor IKV/Pax Christi een boek over mijnbouw in Colombia en publiceerde daarna een tiental andere boeken die deels spelen in Zuid-Amerika. Haar meest bekende boek is waarschijnlijk Kannibalen in Rio, voor welk boek ze de Gouden Ezelsoor (prijs voor het best verkochte literaire debuut) kreeg. Andere boeken hebben onderwerpen als kinderarbeid, burgeroorlog en straatkinderen. Voor haar jeugdboek Engelen van het asfalt won ze een Glazen Globe. In 2015 verscheen het boek De mannen van de droomfabriek dat de geschiedenis en achtergrond van de Nationale Postcode Loterij belicht.

## Máxima
Holtwijk was dankzij haar netwerk in Zuid-Amerika de eerste journalist die de naam van de aanstaande bruid van Willem-Alexander wist te brengen. In de Volkskrant van 31 augustus 1999 onthulde zij de naam (met twee spelfoutjes): Zorroguita. Ook de rol die Máxima’s vader, Jorge Zorreguieta, onder het militair bewind van Videla in Argentinië had gespeeld, werd door haar uit de doeken gedaan. In het boek Argentinië, land van Máxima, wordt het land van diverse kanten belicht.

## Publicaties (selectie)
- Ineke Holtwijk: De mannen van de droomfabriek. Het verhaal achter het succes van de Postcode Loterij. Amsterdam, Balans, 2015 ISBN 978-94-6003-201-1
- Ineke Holtwijk: Ramiro, kindsoldaat. Rotterdam, Lemniscaat, 2008. ISBN 978-90-477-0106-4
- Ineke Holtwijk: Rooksignalen. Op zoek naar de laatste verborgen indianen in Brazilië. Amsterdam, Atlas, 2005. ISBN 978-90-450-0699-4
- Ineke Holtwijk: Heimwee naar de horizon. Omzwervingen door Zuid-Amerika. Amsterdam, Prometheus, 1999. ISBN 90-5333-736-9
- Evelien Groenink, Ineke Holtwijk & Floris van Straaten: Slotenmakers en gangstermeisjes. Amsterdam, Mets, 1995. ISBN 90-5422-016-3
- Ineke Holtwijk: Kannibalen in Rio. Impressies uit Brazilië. Amsterdam , Prometheus, 1995. ISBN 90-5333-327-4 (8e druk, 2007: ISBN 978-90-450-0024-4)
- Ineke Holtwijk: Engelen van het asfalt. Rotterdam, Lemniscaat, 1995. ISBN 90-5637-011-1
  - Engelse vertaling: Asphalt angels. Translated By Wanda Boeke. Ashville, North Carolina, Front Street, 1999. ISBN 1-886910-24-3
  - Duitse vertaling: Asphaltengel sterben nicht. Übers. von Jeanne Oidtmann-van Beek und Marijke Oidtmann. Aare, Aarau, 1999. ISBN 3-7260-0520-X
- Trefpunt Nairobi. Gesprekken met Zubeida Ahmad en vele anderen. Annemiek Hoogenhboo, Ineke Holtwijk [et al.]. Amsterdam, Mets, 1985. ISBN 90-70509-43-1